# Rock Against Bush, Vol. 1
Rock Against Bush, Vol. 1 es un álbum recopilatorio del proyecto Rock Against Bush lanzado bajo el sello de Fat Wreck Chords. Consiste en una colección de canciones, previamente lanzadas e inéditas, de varios artistas de punk rock. El recopilatorio también incluye un DVD con material político sobre las elecciones presidenciales de Estados Unidos de 2004, material de David Cross y algunos vídeos musicales. El álbum fue lanzado en 2004.

## Listado de canciones
1. "Nothing to Do When You're Locked Away in a Vacancy" - None More Black – 2:07 *
2. "Moron" - Sum 41 – 1:39 *
3. "Warbrain" - Alkaline Trio – 2:27 *
4. "Need More Time" - Epoxies – 2:29
5. "The School of Assassins" - Anti-Flag – 2:37 *
6. "Sink, Florida, Sink" (Electric) - Against Me! – 2:10 *
7. "Baghdad" - The Offspring – 3:18 *
8. "Lion and the Lamb" - The Get Up Kids – 3:22 *
9. "Give it All" - Rise Against – 2:49
10. "No W" - Ministry – 3:13 *
11. "Sad State of Affairs" - Descendents – 2:35 *
12. "Revolution" - Authority Zero – 2:23 *
13. "!Paranoia! Cha-Cha-Cha" - The Soviettes – 2:04 *
14. "That's Progress" - Jello Biafra with D.O.A. – 3:14
15. "Overcome (The Recapitulation)" - Rx Bandits – 3:43
16. "No Voice of Mine" - Strung Out – 2:30 *
17. "To the World" - Strike Anywhere – 3:21
18. "Heaven is Falling" (cover de Bad Religion) - The Ataris – 2:38 *
19. "God Save the USA" - Pennywise – 3:06
20. "Normal Days" - Denali – 3:25
21. "The Expatriate Act" - The World/Inferno Friendship Society – 3:02 *
22. "No News is Good News" - New Found Glory – 2:58 *
23. "Basket of Snakes" - The Frisk – 2:31 *
24. "Jaw, Knee, Music" - NOFX – 2:31 *
25. "It's the Law" - Social Distortion – 2:35
26. "The Brightest Bulb Has Burned Out" - Less Than Jake featuring Billy Bragg – 2:04 *

*canciones inéditas/raras

## Apariciones originales
Las canciones previamente lanzadas aparecen a continuación con sus álbumes originales:
- "Need More Time" - pista 1 en el álbum homónimo de Epoxies'
- "That's Progress" - pista 1 en el álbum de Jello Biafra y D.O.A.'s Last Scream Of The Missing Neighbors
- "Overcome (The Recapitulation)" - pista 4 en The Resignation de Rx Bandits'
- "To the World" - pista 4 en Exit English de Strike Anywhere
- "God Save the USA" - pista 2 en From the Ashes de Pennywise
- "Normal Days" - pista 8 en The Instinct de Denali
- "It's the Law" - pista 1 en Prison Bound de Social Distortion
- "Revolution" - pista 2 en Andiamo Authority Zero
- "Baghdad" - versión retitulada de "Tehran", pista 7 en el álbum homónimo de The Offspring
- "Give It All" - pista 9 en Siren Song of the Counter Culture de Rise Against